# São Roque do Canaã
São Roque do Canaã é um município brasileiro do estado do Espírito Santo. Localiza-se a uma latitude 19º44'20" sul e a uma longitude 40º39'25" oeste, estando a uma altitude de 120 metros. Sua população estimada em 2022 era de 10.886 habitantes. Possui uma área de 341,94 km². Tem como principal fonte de renda o café, gado, cana-de-açúcar, hortifrutigranjeiros, tomate, goiaba, banana e também as cerâmicas e as várias fábricas de esquadrias de madeira e alambiques produtores de aguardente que se destacam na zona rural da região.

## História
Os primeiros colonizadores foram, imigrantes italianos que no século XIX, entre 1837 e 1880, desceram o Vale do Canaã, oriundos de Santa Teresa, e se fixaram às margem do Rio Santa Maria do Rio Doce. Esses imigrantes, que pertenciam à família Bosi, perderam-se na mata, depois de atravessarem o rio. Preocupados com a situação dramática pela qual passavam, o grupo pediu à Nossa Senhora das Graças que encontrassem uma saída e prometeram que, caso o pedido fosse realizado, construiriam, no local, um oratório. A graça foi alcançada e, assim, em 1886, eles cumpriram a promessa, fundando um povoado às margens do Rio Santa Maria do Rio Doce. A primeira missa foi celebrada em 1888 pelo padre José Venditti. Hoje, o lugar abriga a Capela de Nossa Senhora das Graças. Devido a aspectos de sua cultura, movidos pela fé, sobretudo a católica e por causa de uma grande peste que se abateu na região celebraram o nome do povoado de São Roque, santo protetor das doenças, uma vez que os imigrantes eram oriundos do norte da Itália, onde o culto a este santo era bastante difundido. Em 1883 criaram um oratório de pedra em um terreno que foi doado por João Dalla Bernardina, onde se encontra erguida hoje, a Igreja Matriz. A paróquia no entanto, somente foi criada, oficialmente, no dia 16 de agosto de 1954.
O povoado de São Roque, passa a ser distrito de Santa Teresa através da lei estadual nº 137/81, assinada em 2 de setembro de 1982. Em 25 de junho de 1995, é feita a consulta plebiscitária conforme determina o Decreto Legislativo nº 02/95. Em 15 de dezembro de 1995, através da lei estadual nº 5147 publicada no Diário Oficial de 18 de dezembro de 1995, é criado então, o município de São Roque do Canaã.
O nome São Roque do Canaã foi adotado, em homenagem ao Vale do Canaã e, para diferenciar-se de outras cidades que possuem o nome de São Roque. Pela lei municipal nº 016/97, ficou instituído o dia 16/08 como feriado municipal do dia do Padroeiro São Roque.
Os aspectos geográficos importantes são: a Pedreira de São Bento, Pedra do Misterioso, Cachoeira do Melotti, São Pedro e outras, além de possuir várias grutas. Quanto ao aspecto sociocultural, o povo de São Roque do Canaã é tipicamente motivado pela fé e pelas tradições cristãs. Na praça da Igreja Matriz de São Roque, foram realizados espetáculos de Teatro Popular Sacro denominados: Vida, paixão e morte de Jesus Cristo, durante quase trinta anos com presença de artistas nacionais como Fernanda Montenegro e Odair José. Até 2022 de acordo com o Censo do Instituto Brasileiro de Geografia e Estatística (IBGE) São Roque tinha uma população de 10.886 habitantes, sendo 5.518 homens e 5.368 mulheres.
A principal atividade econômica do município é a agricultura, com o cultivo do café, goiaba, de hortifrutigranjeiros e o cultivo de cana-de-açúcar, matéria prima necessária à fabricação de aguardente. A indústria é dividida em vários setores: indústria de pisos e revestimentos cerâmicos, olarias, esquadrias de madeira e a fabricação de aguardente produzida em 31 alambiques. Faz parte da rota da cachaça, sendo considerada cidade capital estadual da mesma, havendo também pequenas fábricas de produtos caseiros, confecções e oficinas diversas. São atividades secundárias porém, de grande expressão econômica. Possui significativa população de descendentes de italianos, alemães (pomeranos), holandeses e poloneses.
O município situado na microrregião de Santa Teresa e também é um dos municípios que faz parte da Rota Caminhos dos Imigrantes, juntamente com Cariacica, Itarana, Santa Teresa, Fundão, Itaguaçu, Santa Maria de Jetibá e Santa Leopoldina. São vários quilômetros de belezas naturais. Essa Rota proporciona diversão e uma aula de cultura para quem procura conhecer um pouco de suas raízes, ou, até mesmo, quer aprender mais sobre o Espírito Santo. Ocupa uma faixa territorial de 341,94 km. Tem uma população de 10.886 habitantes.
A data magna do município é 18/12 que se destaca como o dia da promulgação da lei estadual nº 5147/95 que trata da emancipação política e administrativa do município.
Gentílico: são-roquense
Distância
Vitória: 117 km 
Fundão: 59 km
Colatina: 28 km
Santa Teresa: 31 km
João Neiva: 67 km
Itaguaçu: 40 km

## Formação Administrativa
Distrito criado com a denominação de São Roque, pela lei estadual nº 137, de 2 de setembro de 1982, subordinado ao município de Santa Teresa.
Em divisão territorial datada de 18 de agosto de 1988, o distrito de São Roque figura no município de Santa Teresa.
Elevado à categoria de município com a denominação de São Roque do Canaã, pela lei estadual nº 5147, de 18 de dezembro de 1995, desmembrado de Santa Teresa. Sede no antigo distrito de São Roque, atual São Roque do Canaã. Constituído de 3 distritos: São Roque do Canaã, Santa Julia e São Jacinto. Ambos desmembrado de Santa Teresa. Instalado em 1 de janeiro de 1997.
Em divisão territorial datada de 15 de julho de 1997, o município é constituído de 3 distritos: São Roque do Canaã, Santa Julia e São Jacinto.
Assim permanecendo em divisão territorial datada de 2005.
Alteração toponímica distrital
São Roque para São Roque do Canaã alterado, pela lei estadual nº 5147, de 18 de dezembro de 1995.

## Meio Ambiente
Ocupando uma área de 328 km², num relevo caracterizado por montanhas e vales onde destaca-se inúmeras pedreiras e grutas ladeadas pela Mata Atlântica, a altitude do município varia de 80m nas partes mais baixas e 1.143m nas partes mais elevadas. O clima é quente e tropical, especialmente nos meses de setembro a maio. Média anual de 23 °C. Possui algumas cachoeiras. Há apenas uma espécie endêmica de planta, a Luxemburgia mysteriosa. Essa espécie é da familia Ochnaceae e é encontrada apenas na região do Alto Misterioso.
O teatro da Paixão de Cristo é um evento que acontece todos os anos na Sexta-Feira Santa de cada ano em São Roque do Canaã, e conta com mais de 200 atores em cada espetáculo. Tudo começou em abril de 1961, quando Helena Margotto deu início a peça teatral numa região denominada Baixo Santa Júlia, no distrito de Santa Júlia. Inicialmente, eram usadas imagens de gesso, até que um tempo depois, as imagens foram substituídas por atores da comunidade, e o cenário era localizado em frente à Igreja Matriz.
No dia da apresentação, reunia-se mais de 250 mil espectadores de todas as partes do Brasil para assistir a esse espetáculo, e inclusive vieram atores famosos para participar do espetáculo como Fernanda Montenegro e Odair José. O espetáculo foi sendo realizado todos os anos até chegar o ano de 1994, que devido a falta de espaço para a realização do evento, ele foi encerrado permanentemente até chegar o ano de 2017, quando a Prefeitura resolveu trazer de volta o espetáculo, dessa vez, na comunidade de São Dalmácio. Em 2020, o teatro não foi realizado por conta da pandemia de COVID-19.

## São Dalmácio
É uma pequena comunidade situada no município. São Dalmácio pertencia ao município de Santa Teresa até junho de 1995, quando ocorreu a emancipação de São Roque do Canaã e então passou a pertencer a este

## Fonte
IBGE
https://cidades.ibge.gov.br/brasil/es/sao-roque-do-canaa/historico